# Cohors II Asturum et Gallaecorum

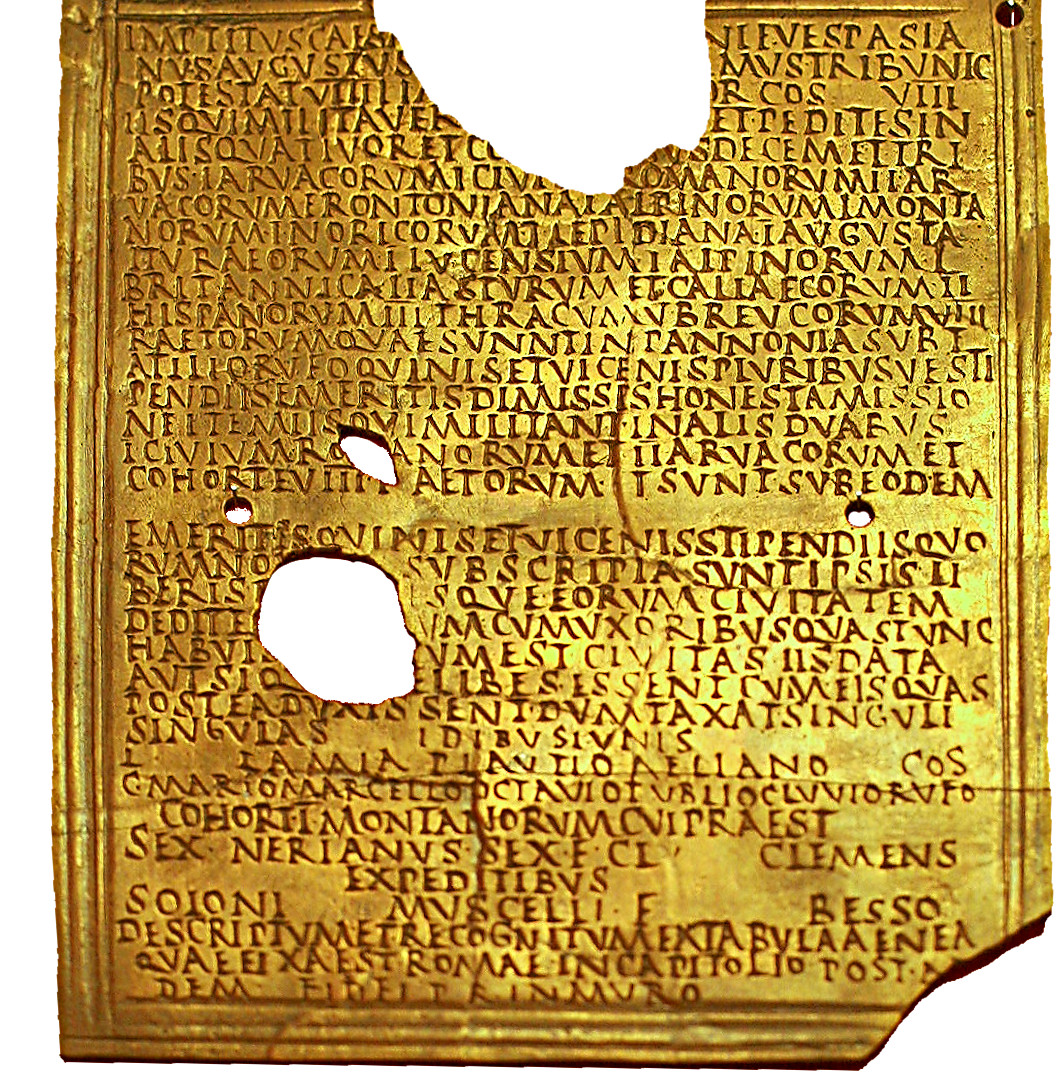
Diploma militar de 13 de junio de 80 en el que aparece mencionada la Cohors II Asturum et Gallaecorum destinada en Pannonia.

La Cohors II Asturum et Gallaecorum fue una unidad auxiliar del ejército imperial romano del tipo cohors quinquagenaria peditata.
Fue reclutada en el siglo I entre el pueblo recién conquistado de los astures y el de los galaicos. Posiblemente fuese destinada como guarnición del limes en Panonia Inferior en el año 80. Está documentada su presencia en Recia en los años 106 y 107. Se desconoce su final.